# Ludwig Freund (Politikwissenschaftler)
Ludwig Freund (* 22. Mai 1898 in Mülheim an der Ruhr; † 1. September 1970 in Hannover) war ein deutsch-jüdischer Philosoph und Politologe.

## Leben
Ludwig Freund wuchs in Mülheim an der Ruhr als Sohn des Kaufmanns Leopold Freund und seiner Frau Babetta geborene Davidsburg auf. Nach der Reifeprüfung am Realgymnasium Duisburg-Meiderich trat er im November 1916 in die Armee ein und kämpfte bis 1918 in Frankreich und Belgien als Gefreiter, Unteroffizier und Offiziersanwärter. Von Februar 1919 bis Dezember 1922 studierte er in Göttingen, Heidelberg, München und Leipzig Philosophie, Alte Geschichte, Nationalökonomie, Soziologie, Völkerkunde, Sozialpsychologie und Pädagogik. Mit seiner Dissertation "Über das Unrecht des psychologischen
sowie des antipsychologischen Standpunktes in Erkennungstheorie und Logik" erhielt er im Dezember 1922 seinen Doktorgrad an der Universität Leipzig.
Von 1924 bis 1930 arbeitete Freund als Syndikus für den Centralverein deutscher Staatsangehöriger jüdischen Glaubens, ab 1930 als Landesgeschäftsführer des Reichsbundes jüdischer Frontsoldaten. Als Chefredakteur betreute er die Verbandszeitschrift Der Schild. Nach der Machtübergabe an die Nationalsozialisten emigrierte er 1934 über die Tschechoslowakei in die Vereinigten Staaten.
In New York schlug sich Ludwig Freund zunächst mit Gelegenheitsarbeiten durch, bis er 1936 eine Assistentenstelle am Institut für Wirtschaftswissenschaften der Universität Columbia erhielt. Von 1937 bis 1947 bekleidete er eine Professur für Soziologie und Politische Wissenschaften am Ripon College, Wisconsin, und übte gleichzeitig das Amt des Dekans aus. Während des Krieges arbeitete er von 1942 bis 1945 für die amerikanische Armee, zuletzt als Sonderberater des militärischen Nachrichtendienstes. 1947 trat er eine Professur für Politikwissenschaft an der Roosevelt Universität in Chicago an, wo er bis zu seiner Emeritierung 1959 blieb.
Ein Jahr nach der Heirat mit Karin Heitmüller kehrte er dauerhaft nach Deutschland zurück, gab seine amerikanische Staatsbürgerschaft auf und beantragte die deutsche. Er zog nach Hannover, wo er bis 1961 die Pädagogische Hochschule leitete.
Freund war Mitglied der New York Academy of Sciences, Präsident der Gesellschaft für konstruktive Politik e.V., Mitarbeiter der United States Investigation Services in Deutschland sowie Mitglied des Verteidigungskolloquiums Bonn.
Er erhielt 1967 den Konrad-Adenauer-Preis der Deutschland-Stiftung.

## Schriften
- Am Ende der Philosophie (1930)
- Philosophie, ein unlösbares Problem. Abrechnung mit einer Illusion (1933)
- The Threat to European Culture (1935)
- Motive der amerikanischen Außenpolitik (1951)
- Studium der politischen Wissenschaft im In- und Ausland (1953)
- Politik und Ethik: Möglichkeiten und Grenzen ihrer Synthese (1955, 1961)
- Freiheit und Unfreiheit im Atomzeitalter (1963)
- Zum Verständnis des amerikanischen Menschentypus (1964)
- Staat und Souveränität im Lichte der klassischen Literatur und heutiger Wirklichkeit (1965)
- Koexistenz und Entspannung. Hoffnung oder Gefahr? (1966)
- Politische Verteidigungsstrategie im nuklearen Zeitalter (1966)
- Politische Waffen. Grundkonzeption der westlichen Verteidigungsstrategie (1966)
- Deutschland im Brennpunkt. Die amerikanische Politikwissenschaft und die deutsche Frage (1968)
- Unter dem Schirm der nuklearen Angst (1969)